# Diritti umani in Arabia Saudita
La situazione dei diritti umani in Arabia Saudita è considerata generalmente lontana dagli standard occidentali. Sotto il comando autoritario della dinastia saudita è stata fatta rispettare rigorosamente la legge della dottrina wahhabita (un'interpretazione fondamentalista del Corano).  
Molte libertà fondamentali messe nella dichiarazione universale dei diritti dell'uomo non esistono; la pena di morte ed altre pene sono state applicate spesso senza un regolare processo.  
Inoltre l'Arabia Saudita è entrata nel mirino per l'oppressione delle minoranze religiose e politiche, per la tortura dei prigionieri e per l'atteggiamento verso gli stranieri, le donne e gli omosessuali.  
Secondo il democracy Index del 2019 l'Arabia Saudita occupa la 159ª posizione su 167 paesi analizzati, con un punteggio di 1,93 su 10,00. Per quanto riguarda il processo elettorale e pluralismo il punteggio è 0,00 su 10,00; la funzione del governo è 2,86 su 10,00; la partecipazione politica è 2,22 su 10,00; la cultura politica è 3,13 su 10,00 e le libertà civili 1,47 su 10,00. 
Nonostante le maggiori organizzazioni internazionali come Amnesty International e Human Rights Watch esprimano ripetutamente preoccupazioni per la condizione dei diritti umani in Arabia Saudita, il regno nega che tali violazioni avvengano. 
Negli ultimi anni le autorità saudite hanno duramente limitato la libertà d’espressione, associazione e riunione e hanno arrestato molti difensori dei diritti umani che hanno espresso opinioni critiche, condannandoli in alcuni casi a lunghe pene carcerarie al termine di procedimenti iniqui, che hanno condannato a morte molti attivisti sciiti. Sono rimaste come consuetudine la tortura ed altri maltrattamenti ai danni dei detenuti nelle carceri.

## Punizione capitale e pene corporali
L'Arabia Saudita è uno di quegli stati in cui le corti continuano a imporre punizioni corporali, inclusa l'amputazione delle mani e dei piedi per i ladri e la fustigazione per alcuni crimini come la "cattiva condotta sessuale" (omosessualità) e l'ubriachezza, lo spaccio o il gioco d'azzardo. 
Il numero di frustate non è chiaramente previsto dalla legge e varia a discrezione del giudice, da alcune dozzine a parecchie migliaia, inflitte generalmente lungo un periodo di settimane o di mesi.
L'Arabia Saudita è anche uno dei pochi paesi in cui si applica la pena di morte, incluse le esecuzioni pubbliche effettuate, tramite decapitazione. Alcune persone sono giustiziate in prigione tramite fucilazione. Ci sono state notizie di effettuate lapidazioni e crocifissioni.
Nel 1997, Human Rights Watch ha esaminato il caso di Abd al-Karim Mara i al-Naqshabandi, che è stato giustiziato dopo la condanna per stregoneria contro il suo datore di lavoro. L'organizzazione ha concluso che il sistema legislativo saudita "non riesce a dare le garanzie minime nei processi e dà la possibilità a individui potenti di maneggiare il sistema a loro vantaggio".
Nel 2002 il Comitato delle Nazioni Unite contro la Tortura ha criticato l'Arabia Saudita per le amputazioni e le fustigazioni che effettua per la sua interpretazione del Corano. La delegazione saudita ha risposto che si difende la "tradizione legale" tenuta fin dall'inizio dell'Islam, 1400 anni fa, e ha rifiutato l'interferenza nel sistema legislativo.

## Diritti delle donne
(Proverbio dell'Arabia Saudita)
Rispetto agli standard occidentali, le donne saudite subiscono forti discriminazioni in molti aspetti della loro vita, compresa la famiglia, l'educazione, l'occupazione e il sistema giudiziario.  
Possono frequentare gli studi dalla scuola primaria all'università, ma in istituti separati da quelli maschili. Devono però avere un tutore di sesso maschile per svolgere determinate mansioni, quali viaggiare all'estero, sposarsi e sottoporsi ad un intervento chirurgico, ma anche aprire un proprio conto in banca, avere un giusto processo ed interagire con altri uomini. 
L'Arabia Saudita, nel settembre 2017, è stato l'ultimo paese del mondo che ha legalizzato il transito sulle strade per le donne alla guida di autoveicoli. La norma è diventata effettiva il 23 giugno 2018. Il diritto di voto è stato garantito nel 2015, mentre nel 2009 abbiamo avuto la prima viceministra: Noura Al-Fayz.

## Traffico di schiavi e di esseri umani
Le nazioni della penisola araba sono state tra le ultime a dichiarare fuorilegge la schiavitù. Nonostante questa proibizione formale, persistono casi di schiavitù e di traffico di esseri umani.
Nel 1962 l'Arabia Saudita rese illegale la pratica, liberando circa 10000 schiavi su un totale stimato di 15-30000. La schiavitù fu abolita dal vicino Qatar nel 1952, nella Repubblica Araba dello Yemen nel 1962, negli Emirati Arabi Uniti nel 1963, nello Yemen del sud nel 1967 e nell'Oman nel 1970.  Alcuni di questi stati, come lo Yemen, erano protettorati britannici. 
Gli inglesi lasciarono lo Yemen del sud senza obbligarlo ad abrograre la schiavitù, ma fecero pressioni sugli Emirati Arabi Uniti affinché lo facessero.
Nel 2005, l'Arabia Saudita è stata descritta dal Dipartimento di Stato degli Stati Uniti d'America come il 3º paese con più traffico di esseri umani. I primi tre paesi sono "paesi in cui i governi non aderiscono completamente agli standard minimi e non fanno neppure significativi sforzi per ciò".

## Diritti degli omosessuali e AIDS
Tutta l'attività sessuale fuori dal matrimonio eterosessuale è illegale. La punizione per la sodomia (che sia essa sia etero che omosessuale), travestimento da donna o coinvolgimento in qualche cosa che faccia pensare all'esistenza di una comunità gay organizzata, varia dall'imprigionamento, alla deportazione (per gli stranieri), alle frustate e all'esecuzione. Alcuni tribunali condannano gli omosessuali anche a pene carcerarie, se i condannati omosessuali hanno svolto questa pratica in privato, chiudendo di fatto un occhio.
Qualsiasi straniero trovato infettato dall'HIV, il virus che porta l'AIDS (o anche, qualunque altro trovato in condizioni mediche serie) viene espulso e rinviato nel suo paese d'origine. Le opzioni di trattamento disponibile per i cittadini sauditi sono limitate. Solo negli ultimi anni il governo ha cominciato a riconoscere il servizio delle Nazioni Unite nel giorno mondiale contro l'AIDS.
I preservativi sono disponibili nelle farmacie e nei supermercati.

## Libertà politica
La libertà di parola e di stampa è limitata per proibire la critica al governo o l'approvazione dei valori "non-islamici". Il governo vieta ufficialmente la televisione satellitare, ma questa legge è in genere ignorata. I sindacati commerciali e le organizzazioni politiche sono proibiti. Le dimostrazioni pubbliche sono anch'esse vietate.

## Libertà religiosa
L'Arabia Saudita proibisce il lavoro dei missionari di tutte le religioni tranne che dell'Islam. Ufficialmente tutte le religioni tranne l'Islam sono vietate e le chiese proibite. 
Non ufficialmente il governo permette che gli operai stranieri siano cristiani, che i cristiani stranieri possano praticare il culto nelle loro case o persino in posti riservati nelle scuole locali, a condizione che non si parli di ciò in pubblico. Questo è un grado di tolleranza ufficiosa che non è concesso al giudaismo o all'ateismo.
In teoria, il governo può cercare nelle case di chiunque e arrestare o deportare i lavoratori stranieri che possiedono icone o simboli religiosi, come ad esempio la Bibbia o il rosario.
Tuttavia, questo non è fatto generalmente sui componenti dell'Aramco e la politica più comune per i cristiani stranieri è simile alla vecchia politica delle forze armate degli Stati Uniti nei confronti degli omosessuali (Non chiedere, non dire). Il governo tollera la presenza degli operai cristiani finché rimane discreta e occulta.
"La libertà religiosa non esiste", ha dichiarato il Dipartimento di Stato degli Stati Uniti d'America nel rapporto 1997 sui diritti umani nell'Arabia Saudita. "L'Islam è la religione ufficiale e tutti i cittadini devono essere musulmani. Il governo proibisce la pratica pubblica di altre religioni". "È assurdo imporre a un individuo o a una società straniera la propria religione o i propri principi,"  ha dichiarato il 6 settembre a New York il Principe Ereditario Abd Allah all'U.N. Third Millennium.
Gli stranieri in pubblico devono conformarsi alle pratiche locali (ad ogni modo, la preghiera 5 volte al giorno o le pratiche musulmane non sono obbligatorie). Il vestito conservatore è previsto, specialmente per le donne che viaggiano nelle zone rurali. I negozi e i ristoranti chiudono cinque volte al giorno per la preghiera e le esposizioni pubbliche dei simboli religiosi o politici stranieri non è tollerata.  
Durante il Ramadan mangiare, bere o fumare in pubblico durante le ore diurne è proibito. Alle scuole straniere è spesso richiesto di insegnare un segmento introduttivo annuale sull'Islam.